# Melanagromyza minima
Melanagromyza minima är en tvåvingeart som beskrevs av Malloch 1913. Melanagromyza minima ingår i släktet Melanagromyza och familjen minerarflugor. Inga underarter finns listade i Catalogue of Life.